# Дніпрококс
Дніпрококс (у 1929—1997 роках — Дніпропетровський коксохімічний завод імені М. Калініна) — колишнє підприємство коксохімічної галузі промисловості. Розташоване у місті Дніпро.

## Історія
Засноване у 1929 році, як Дніпропетровський коксохімічний завод імені М. Калініна. Під час німецької окупації був повністю зруйнований. Загальна сума збитків становила майже 80 млн крб.
В 1953 році на ньому завершено відновлення повного технологічного циклу. Підприємство розпочало виготовлення 28 найменувань продукції. Від липня 1984 до січня 1988 тут проведено технічне переоснащення з повною перекладкою коксових батерей № 1, 2, 3, 4, 5. У процесі реконструкції заводу вирішено завдання з підвищення рівня технології, механізації й автоматизації трудомістких процесів, зменшено до мінімуму попадання коксового газу та вугільного пилу в атмосферу.
Від 1997 року — ВАТ з сучасною назвою. Нині «Дніпрококс» виготовляє кокс доменний, горішок коксовий, дріб'язок коксовий, смолу кам'яновугільну, бензол сирий, сульфат амонію, смолу важку з кислої смолки, концентрат германію, сірку технічну.
Від 2010 року включено до складу Дніпровського металургійного заводу.
13 травня 2025 року виробництво на підприємстві було зупинено назавжди.  На місці виробничого майданчика планується збудувати сонячну електростанцію.

## Продукція
- металургійний кокс;
- бензол;
- смола кам'яновугільна;
- сульфат амонію.
- щоденний сморід всієї цієї хімози

## Експорт
Основні напрями експорту: Велика Британія, Франція, Німеччина, Албанія, Туреччина, Болгарія.

## Керівництво
- ген. дир. — І. Шевков